# Jordaki Kuparentko

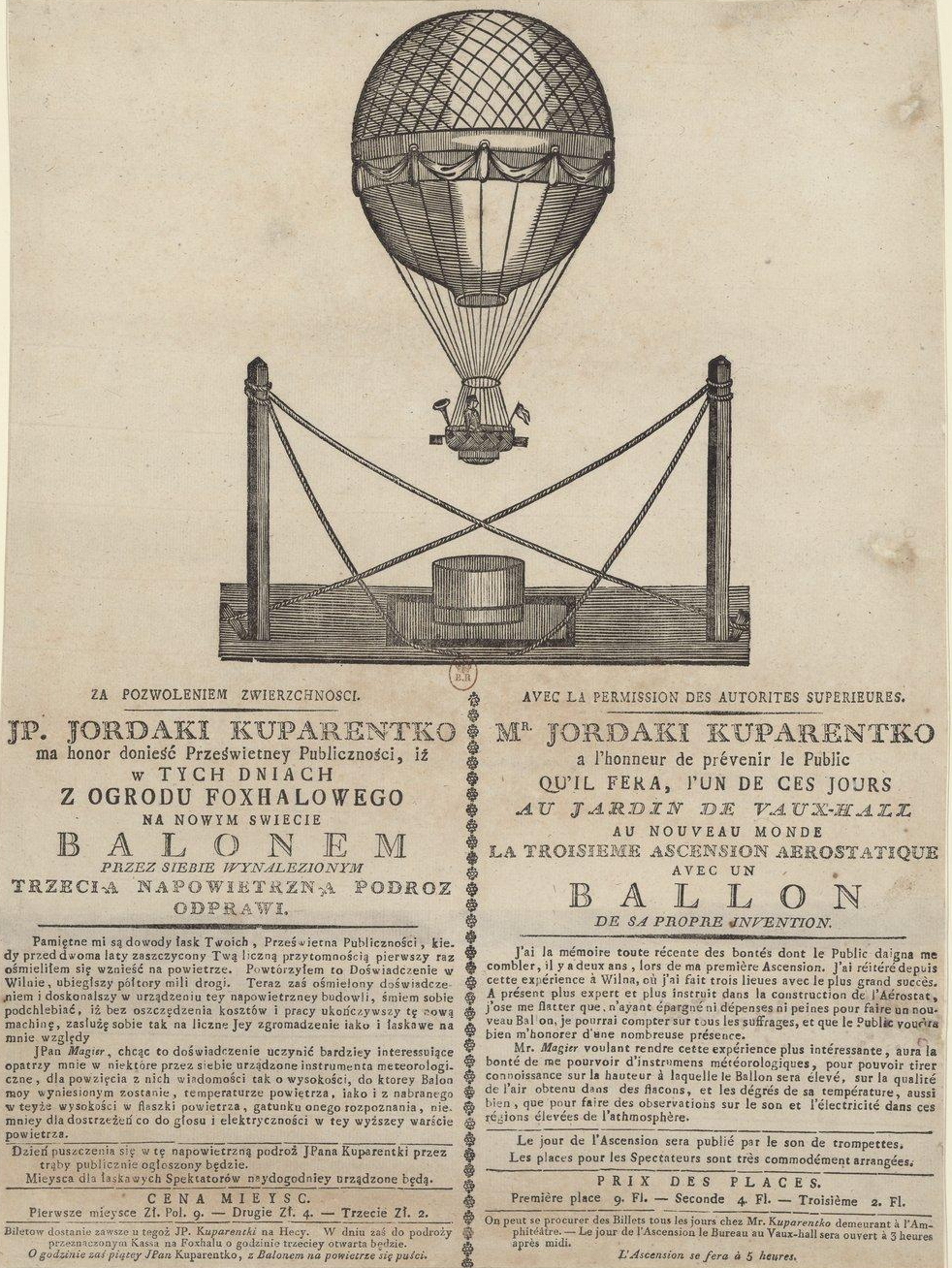
Afisz z 1808 roku reklamujący lot balonowy Jordakiego Kuparentki z ulicy Foksal w Warszawie

Jordaki Kuparentko, Kuparenko (tak się sam podpisywał), Kupareńko, rum. Iordache Cuparencu (ur. 1784 w okolicach Jass, zm. w styczniu 1844 w Warszawie) – polski przedsiębiorca teatralny i cyrkowy mołdawskiego (rumuńskiego) pochodzenia, pirotechnik, mechanik i konstruktor, pionier awiacji.
W latach 1806–1808 wykonał w Wilnie oraz w Warszawie cztery loty balonowe. Znalazł się w księdze rekordów Guinnessa jako wynalazca spadochronu oraz pierwszy człowiek na świecie, który przeżył katastrofę lotniczą, dokonując skoku z jego użyciem. W 1808 jako pierwszy w Polsce dokonał podczas lotu balonem pomiarów meteorologicznych.
Czerpiąc ze wzorów tureckiego teatru cieni karagöz, popularnego w jego ojczystej Mołdawii, Kuparentko założył pierwszy teatr tego typu w Warszawie. W latach 1816–1842 kierował kilkoma teatrami marionetek, gabinetami zautomatyzowanych figur i teatrem mechaniczno-optycznym.
Kuparentko wynalazł m.in. buzuton – mechaniczny instrument dęty zbliżony do katarynki oraz strzelbę w typie broni maszynowej.

## Życiorys
Biografia Kuparentki należy do najlepiej zbadanych wśród polskich kunsztmistrzów 1 poł. XIX w. Do jego działalności odwołują się badacze sztuki cyrkowej, teatru lalek, historii techniki oraz dziejów polskiego lotnictwa.
Urodził się jako Iordache Cuparencu w 1784 w okolicach obecnej rumuńskiej miejscowości Iași (Jassy), historycznej stolicy Mołdawii. Podobno pochodził z rodziny bojarskiej. Z powodu konfliktu z rodzicami w wieku 15 lat opuścił dom rodzinny i został malarzem dekoracji teatralnych w teatrze w Jassach.

### Działalność cyrkowa
Około roku 1800 przyłączył się jako linoskoczek do trupy artystów cyrkowych (kompanii atletów) Jana Koltera, którzy odbywali objazdowe tournée po Mołdawii. W 1801 lub 1804 wraz z trupą Koltera przybył do Warszawy, gdzie występował w amfiteatrze zwanym "Hecą" na rogu ulic Brackiej i Chmielnej. W 1804 poślubił córkę Koltera i został współwłaścicielem kompanii atletów swojego teścia. Podczas jednego z występów spadł z wysokości, łamiąc sobie nogę. Wydarzenie to przekreśliło jego dalszą karierę cyrkową i na zawsze związało go z Warszawą.
Po wypadku Jordaki Kuparentko rozpoczął działalność jako przedsiębiorca cyrkowy i teatralny, a także pirotechnik, mechanik i konstruktor. Po nieudanym małżeństwie z Kolterówną, w 1808 ożenił się po raz drugi z Anną Henriettą Teiflin, której poprzedni mąż był właścicielem "Hecy". Dzięki temu małżeństwu Kuparentko przejął zarząd nad amfiteatrem. W 1821 nabył "Hecę", którą kierował do 1830. Organizował m.in. występy linoskoczków i woltyżerów oraz pokazy fajerwerków, prezentowane nie tylko w amfiteatrze, ale również na festynach.

### Działalność teatralna
Kuparentko prowadził teatry lalek, w tym teatr cieni (o nazwie Pitoresk) i organizował pokazy mechaniczno-optyczne, m.in. w swoim Teatrze Kinetozograficznym i Optycznym. Czterokrotnie zakładał w Warszawie teatr lalek, m.in. w 1816 w pałacu Blanka, w 1830 w salach redutowych Teatru Narodowego oraz w 1842 w budynku dawnego konserwatorium na Mariensztacie. Na sztukę lalkarską Kuparentki miało wpływ jego pochodzenie i dziedzictwo kulturowe. Teatr lalek był bowiem bardzo popularną i wysoko rozwiniętą formą sztuki teatralnej na pograniczu mołdawsko-tureckim. Stworzony przez Kuparentkę w 1816 teatr cieni był pierwszym tego typu stałym teatrem warszawskim. W lalkarstwie Kuparentko wykorzystywał również swoje zamiłowania techniczne i umiejętności z zakresu mechaniki, konstruując ruchome marionetki. Teatr lalek mechanicznych, założony w 1842, był szeroko podziwiany i komentowany przez ówczesną prasę.
Od lat 30. XIX w. w swoim teatrze mechaniczno-optycznym Kuparentko prezentował obrazy panoramiczne i dioramy różnych obrazów miast i miejsc.

### Działalność w zakresie mechaniki i prace konstruktorskie
Kuparentko był przede wszystkim mechanikiem. Skonstruował mechanizm poruszający teatrem lalkowym, który zaprezentowany został na wystawie wynalazków w Paryżu. Podczas występów oraz płatnych demonstracji prezentował zabawki mechaniczne i przedmioty własnej konstrukcji, m.in. wykonaną w 1821strzelbę, która za jednym nabiciem 10 razy wystrzela, uznawaną niekiedy za prototyp karabinu maszynowego.
Znaczną popularnością cieszył się skonstruowany przez niego instrument muzyczny zwany buzutonem. Wzbudził on sensację na warszawskiej wystawie w 1828. Składający się z 27. trąb mosiężnych, graiący za pomocą miechów buzuton był instrumentem mechanicznym, rodzajem katarynki. Automat wykonywał aranżacje fragmentów opery romantycznej Wolny strzelec Karla Webera, w tym uwerturę do opery i słynny Chór strzelców z aktu III.

#### Loty balonowe
Kuparentko był także konstruktorem i budowniczym balonów latających. Na własnoręcznie zbudowanych balonach trzykrotnie wzniósł się w powietrze w Warszawie oraz w Wilnie. Pomimo początkowych trudności działalność ta przyniosła mu duży rozgłos na terenach dawnej Rzeczypospolitej. W czerwcu 1806 roku z ulicy Foksal w Warszawie wzniósł się po raz pierwszy na balonie własnej konstrukcji, wykonanym z afiszów teatralnych, w którym powietrze było podgrzewane przez palące się łuczywo. Podczas pokazu balon, w którym unosił się konstruktor, zapalił się, a Kuparentko uratował się tylko dzięki spadochronowi własnej konstrukcji, z pomocą którego wylądował na Krakowskim Przedmieściu.
Drugi raz w powietrze wzniósł się 6 grudnia 1806 w Wilnie. W wykonanym z papieru balonie wzniósł się na znaczną wysokość i przy silnym wietrze przeleciał dystans 1,5 mili, po czym bezpiecznie powrócił na ziemię. Podczas trzeciego lotu, jaki odbył z ogrodu przy ulicy Foksal w Warszawie dnia 24 lipca 1808 roku o godzinie 8. wieczorem, unosił się w powietrzu na wysokości 1281 metrów przez niecały kwadrans. Lot był biletowany dla publiczności, ale i miał charakter naukowy (zobacz plakat powyżej). Kuparentko dokonywał podczas niego pionierskich pomiarów meteorologicznych za pomocą aparatów dostarczonych przez profesora Magiera z Warszawy. W opisie Korespondenta wymienione zostały dwa parametry lotu: wysokość – 3 882 stóp paryskich, oraz temperatura, która opadła do kilku stopni (przy temperaturze przy gruncie 23 stopnie); według oficjalnego plakatu planowane miało być również pobranie próbki powietrza. Wiatr znosił go w stronę cmentarza na Powązkach i, po kilku minutach dogodnych dla obserwacji warunków, gwałtownie nasilając się zaczął rozrywać czaszę. Lecz i tym razem wynalazca zachował życie, bo jak stwierdzono w relacji: Nie stracił przytomności Kuparentko, i trzymaiąc się mocno galeryi w którey siedział, chociaż Balon zbliżaiąc się do ziemi zaczął się palić, piecyk rozpalony i dno galeryi służyły mu za parachute, i z lekka spadł na piasek pod Powązkami.(...), gdzie została mu udzielona pomoc przez, będących świadkami zdarzenia, Dwóch Francuzów. Zabezpieczywszy przyrządy, udał się następnie z powrotem do miasta, ku dużej uciesze widzów.

### Służba wojskowa
Kuparentko był także oficerem armii polskiej, do której zaciągnął się w 1811 roku. W artylerii dosłużył się stopnia porucznika. Zmarł w 1844 w Warszawie i został pochowany na prawosławnym cmentarzu na Woli.